# 중간선거
중간선거(Midterm election)는 총선거, 재보궐선거와는 별도로 행정부의 임기 중간에 국민이 대표나 지방의회 의원(지사, 지방의회 의원 등)을 선출하는 선거 형태이다. 이는 일반적으로 정부 기관(일반적으로 입법부)에 대한 선거를 설명하는 데 사용되며 해당 기관의 공직 수가 동시에 선거에 참여하지 않도록 시차를 두는 것이다. 전체 의석 중 극히 일부만이 선거에 출마할 예정이며, 다른 의석은 다음 회원의 임기가 만료될 때까지 선출되지 않는다. 국회의원은 행정부와 동일하거나 더 긴 고정 임기를 가질 수 있으며, 이는 상급 임기의 중간에 선거를 용이하게 한다.
미국에서는 4년마다 간접(선거인단) 대통령 선거를 통해 대통령과 부통령을 선출한다. 미국의 입법기관은 상원(임기 6년)과 하원(임기 2년)으로 구성된다. 상원은 2년마다 의원의 3분의 1을 선출하며, 하원은 2년마다 모든 의원을 선출한다. 미국 의회 선거와 관련하여 참고 사항은 대통령의 임기이다. 미국 상원의원에는 세 개의 조가 있다. 각 선거는 한 조를 대체하므로 "중간 선거"는 한 조의 임기 동안 1/3, 다른 조의 임기 동안 2/3로 나타나며 여전히 대통령 임기 중간에 있다. 연방 입법기관 외에도 36개 주와 3개 준주 주지사도 중간선거를 통해 선출된다.
한편, 필리핀과 라이베리아도 중간선거를 실시하지만, 선거를 통해 입법부의 모든 의석이 단일 주기로 경쟁하는 것은 아니다. 이는 해당 선거의 승자가 다른 의원의 임기 중간에 선거를 실시하는 해당 입법 기관에서 취임한다는 의미이다. 따라서 선거에 출마하지 않은 의원의 경우 차기 의원이 임기 중간에 취임한다. 특히 필리핀 상원의 경우 6년 임기로 24석 중 절반을 채우기 위해 3년마다 선거가 실시된다.
일본 참의원은 시차선거를 실시하지만 중의원은 가변 임기가 있고 천황의 지위가 세습되기 때문에 비교할 고정 임기가 없다. 일본 총리는 중의원에서 선출된다는 사실에도 불구하고 일반적으로 총리는 참의원 선거 결과에 따라 사임이나 개각 등의 책임을 맡게 된다.
반면 키프로스에서는 키프로스 의회가 5년 임기로 선출되고 매 선거마다 완전히 갱신되는 반면, 선거는 대통령 임기 5년 중간에 실시된다.
미국에서는 여당이 대부분 선거에서 패배했지만, 이번 중간선거 결과는 현직 행정부의 인기를 가늠하는 척도가 된다. 의회 정부 체제가 널리 퍼져 있는 유럽 국가에서는 엄밀한 의미에서 중기(midterm)가 항상 존재하는 것은 아니다. 이러한 경우, 지방, 지역 및 유럽 의회 선거는 종종 국가 의회 선거 연도 외에 여당이 얼마나 인기가 있는지를 측정하는 대리 척도로 간주되지만 반드시 예정된 국가 의회 선거와 정기 의회 선거 사이의 정확한 중간 지점에 개최되는 것은 아니다.

## 같이 보기
- 미국의 중간선거(United States midterm election)